# 挪威議會
大議會（挪威語：Stortinget）是挪威的最高立法機關，設於首都奧斯陸議會大廈。議會實行一院制，由169名議員組成，每四年選舉一次。
大会由一名主席领导，2009起副主席有五名，组成主席团。議員分成12個常設委員會和4個程序委員會。雖然挪威幾乎所有公共機關都附屬於政府，但三名申訴專員、議會情報監督委員會、國家審計署均附屬於議會。
議會於1814年《挪威憲法》成立，自1866年起於國會大廈聚會。1884年議會制確立后，一度成为事实上的两院制议会，分为拉格廷议会（Lagting）和奥德尔斯廷议会（Odelsting）。2007年宪法修正案通过，两院制遭废除，并于2009年选举后正式生效。
9個政黨在議會內擁有議席，分別是：工黨（48席）、保守黨（36席）、中間黨（28席）、進步黨（21席）、社會主義左翼黨（13席）、紅黨（8席）、自由黨（8席）、基督教民主黨（3席）、綠黨（3席）。

## 程序

### 立法
政府成员和议员都有权向议会提出法案。议会将该法案提交给相关常设委员会审议。其后，议会对委员会的建议进行辩论时进行一读，做出第一次投票。如果法案遭到否决，立法程序就此结束。
二读在一读后至少三天进行，议会对法案再次辩论，再次投票。如果成功，该法案将提交给国王会同枢密院御准。如果议会在二读时得出不同结论，至少三天后将举行三读，重复辩论和投票，并可能通过二读的修正案或最终否决该法案。

### 皇室御准
一旦法案送达国王会同枢密院，该法案必须由君主签署并由首相会签。自该法案规定或政府决定之日起，它就成为挪威法律。 
根据挪威宪法第77至79条的授权，挪威国王有权不予御准议会通过的法案。此权仅在1905年瑞典-挪威联盟解体前行使过，此后未曾被挪威君主动用。宪法第79条规定，如果国王选择行使这一特权，议会在大选后可以再次通过同一法案，推翻国王的否决。

## 建筑

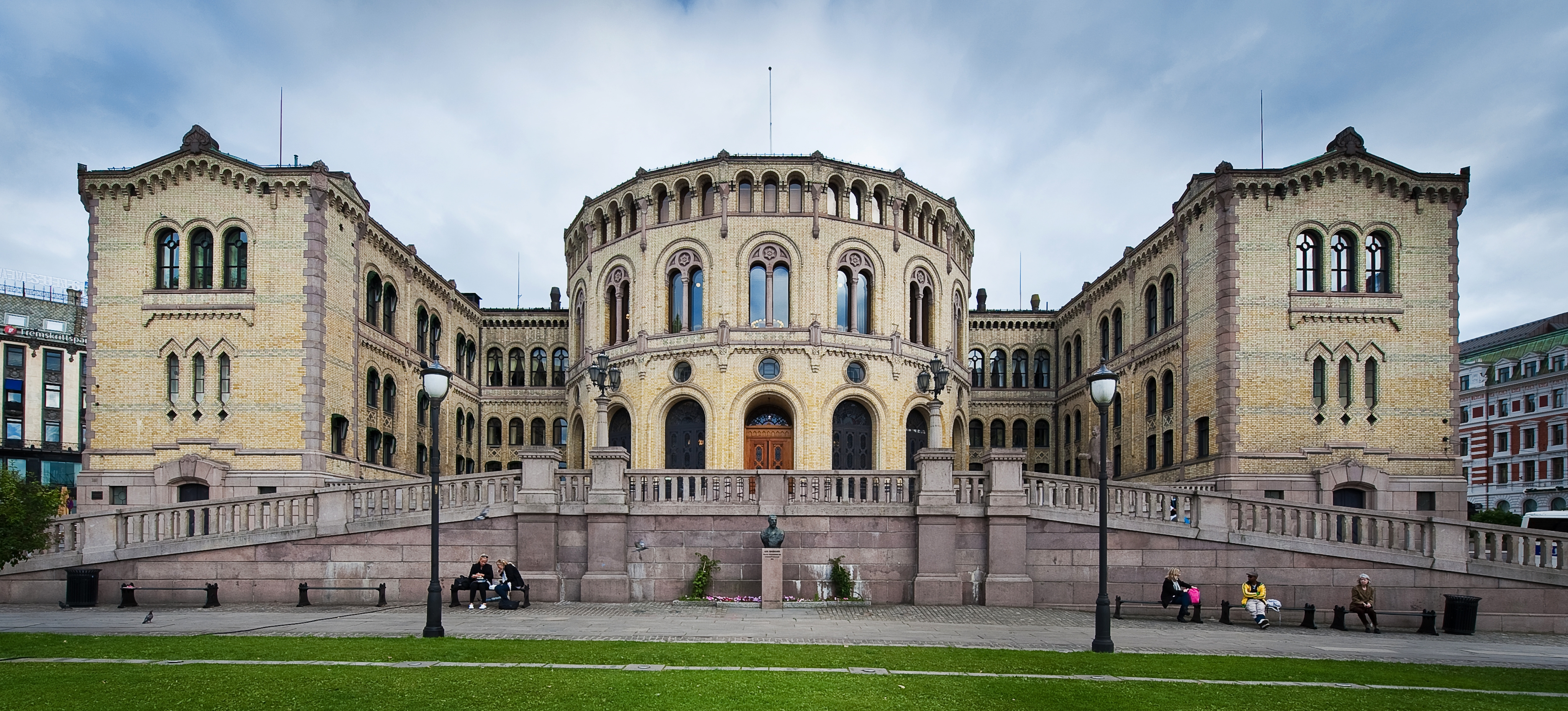
挪威国会大厦

挪威议会大厦位于奥斯陆卡尔·约翰斯22号门，1866年3月5日启用，由瑞典建筑师 Emil Victor Langlet 设计。建筑采用黄砖建造，细节和地下室采用浅灰色花岗岩。它融合了多种风格，包括来自法国和意大利的特色。议会在附近的建筑物中还设有办公室和会议室，因为议会大楼太小，无法容纳立法机关的所有工作人员。